# Benjamin Cureton
Benjamin Cureton (conocido como Ben Cureton; Perth, 11 de febrero de 1981) es un deportista australiano que compitió en remo.
Participó en tres Juegos Olímpicos de Verano, entre los años 2004 y 2012, obteniendo una medalla de plata en Atenas 2004, en la prueba de cuatro sin timonel ligero, y el cuarto lugar en Londres 2012, en la misma prueba.
Ganó dos medallas en el Campeonato Mundial de Remo, en los años 2000 y 2011.

## Palmarés internacional
| Juegos Olímpicos   | Juegos Olímpicos | Juegos Olímpicos  | Juegos Olímpicos          |
| Año                | Lugar            | Medalla           | Prueba                    |
| ------------------ | ---------------- | ----------------- | ------------------------- |
| 2004               | Atenas (Grecia)  | Medalla de plata  | Cuatro sin timonel ligero |
| Campeonato Mundial |                  |                   |                           |
| Año                | Lugar            | Medalla           | Prueba                    |
| 2000               | Zagreb (Croacia) | Medalla de bronce | Ocho con timonel ligero   |
| 2011               | Bled (Eslovenia) | Medalla de oro    | Cuatro sin timonel ligero |